# Афера Трстено
Афера Трстено је назив за корупционашки догађај из 2004. године у који су били укључени високи функционери Либералног савеза Црне Горе, тадашњи политички лидер Миодраг Живковић и предсједник Општине Котор Никола Самарџић. 
Увала Трстено представља једну од најљепших плажа на регији Доњег Грбља и спада у 9 најљепших плажа Црногорског приморја. Продаја атрактивног неурбанизованог земљишта у залеђу предивне плаже Трстено, површине око пола милиона квадрата, добила је обрисе праве корупционашко-шпијунске афере која је довела до подјела у Либералном савезу. 
Раскол у странци настаје када Мали Кабинет као извршно тијело Либералног савеза о продаји земљишта од стране општине Котор, умјесто од политичког Лидера, сазнаје тек из средстава јавног информисања. Мали кабинет, свјестан озбиљности проблема у којем са ЛСЦГ нашао, обавља консултације се експертима из Великог кабинета и увјеравају се да посао треба зауставити због афирмисаног политичког става да се земљиште мора вратити власницима као и медијске буке која је око овог случаја створена.
На Предсједничком колегијуму Живковић и Самарџић и даље хвале посао упркос све већем броју стручних аргумената који доказују да је посао лош, штетан и по Котор и по ЛСЦГ.
Мјесеце који су претходили овом послу, Миодраг Живковић тадашњи лидер ЛСЦГ, држи у тајности. Пола милиона квадратних метара увале плаже Трстено и суми од 6 милиона евра, претходили су мјесеци уговарања о којима ниједно тијело Либералног савеза ништа није знало. Ради тога је Мали Кабинет предложио сазивање Ванредне Конференције Либералног савеза и гласање неповјерења Живковићу. У данима до Конференције правници из ЛСЦГ откривају низ незаконито спроведених радњи које указују на могућу и кривичну одговорност предсједника СО Котор Николе Самарџића. 
Већинском одлуком Конференције дана 7. септембра 2004. на Цетињу, Миодраг Живковић је смијењен са функције лидера Либералног савеза и искључен из чланства странке. Такође, из странке је искључен и Никола Самарџић, а покренуто је и питање његове кривичне одговорности. Након одласка Живковића, на Цетињу ће 23. октобра 2004. године Весна Перовић постати Лидер Либералног савеза, и тиме ће срамне странице на које је ЛСЦГ доведен од стране бивших либерала поводом афере Трстено, бити окончане.